# 阔叶猕猴桃
阔叶猕猴桃（学名：Actinidia latifolia）为猕猴桃科猕猴桃属的植物。分布于台湾、越南、马来西亚、柬埔寨、老挝以及中国大陆的江西、广东、广西、安徽、湖南、福建、贵州、四川、云南、浙江等地，生长于海拔450米至800米的地区，多生长于山地的山谷、山沟地带的灌丛中以及森林迹地上。

## 别名
多果猕猴桃（海南植物志）、多花猕猴桃（中国高等植物图鉴）

## 变种
- 长绒猕猴桃（学名：Actinidia latifolia var. mollis）为猕猴桃科猕猴桃属阔叶猕猴桃的变种。分布在中国大陆的云南等地。